# Cylindrommata longissima
Cylindrommata longissima là một loài bọ cánh cứng trong họ Cerambycidae.